# Romà Bas
Romà Bas Marí (Jávea, Alicante, 18 de abril de 1983) es un jugador español de baloncesto profesional, que ocupa la posición de escolta. Actualmente juega en Amics del Bàsquet Castelló de la LEB Oro.

## Trayectoria deportiva
- 1994-1998 Categorías inferiores Bàsquet Xábia
- 1998-1999 Bàsquet Xábia. EBA.
- 1999-2004 Gandía Basket. EBA / LEB Plata.
- 2004-2008 CB Santa Pola. LEB Plata.
- 2008-2009 AD Molinense. LEB Plata.
- 2009-2011  Grupo Iruña Navarra. LEB Plata /LEB Oro.
- 2011-2012  Menorca Bàsquet. LEB Oro.
- 2012-2013  Lucentum Alicante. LEB Oro
- 2013-2014  Club Baloncesto Atapuerca. LEB Oro
- 2014-2017  Club Deportivo Maristas Palencia. LEB Oro
- 2017-2018  Amics del Bàsquet Castelló. LEB Oro

## Palmarés
- 2006-07 Ascenso a LEB Plata con CB Santa Pola
- 2009-10 Ascenso a LEB Oro con Grupo Iruña Navarra
- 2011-12 Ascenso a Liga ACB con Menorca Bàsquet
- 2012-13 Ascenso a [ Liga ACB con Lucentum Alicante
- 2013-14 Ascenso a Liga ACB con Club Baloncesto Atapuerca
- 2015-16 Ascenso a Liga ACB con Club Deportivo Maristas Palencia